# Christmas Time (canción de Bryan Adams)
«Christmas Time» es una canción grabada por Bryan Adams. Fue escrita por Bryan Adams y Jim Vallance y se convirtió en una de las canciones más populares de Adams en Navidad. Fue escrita y grabada en Vancouver, Canadá.
Veinte años después de haber sido grabada por primera vez, la canción sigue estando al aire en la radio significativamente en cada año durante la temporada de Navidad. No existe video alguno del sencillo. La canción ganó el Oro al Sencillo del Año por 50,000 ventas en el 45 RPM single en Canadá. Alcanzó el #4 en el Listado Navideño de Billboard.

## Álbumes
Según el sitio web oficial de Bryan Adams, la canción (rara vez) aparece como bonus track en el enorme éxito del álbum de 1983 de Bryan: Cuts Like a Knife. La canción también está disponible en estos álbumes:
- The Christmas Hit Collection (Arcade, 1989)
- The Best Of Rock Christmas (Polystar, 1995)
- A Musical Christmas From The Vatican / DVD (2002)
- The Very Best Of Rock Christmas (Polystar, 2005)
- Christmas #1 Hits (2006)
- Now Christmas 3 (Warner Music Canada, 2008)

## Canción
Bryan Adams continua interpretando esta canción en sus conciertos, especialmente durante la temporada navideña. 
En 2001 Adams interpretó la canción para el papa Juan Pablo II en la Ciudad del Vaticano. La actuación se incluye en un DVD, lanzado en 2002, titulado "A Musical Christmas From The Vatican". 
La letra de la canción habla sobre la alegría de la Navidad, paz, libertad y el antirracismo a nivel mundial.

## Personal
- Bryan Adams: Guitarra acústica, voz, coros
- Jim Vallance: Piano, órgano, bajo, percusión, coros
- Keith Scott: Guitarra líder
- Mickey Curry: Batería

- Datos: Q5111446